# Humber (Nordsee)
Der Humber [ˈhʌmbə] ist ein langes Ästuar an der Ostküste Englands. Er entsteht durch die Vereinigung der Flüsse Ouse und Trent, nimmt unterwegs noch weitere Zuflüsse auf und mündet in die Nordsee. Insgesamt ist er 62 Kilometer lang und stellt einen Teil der Grenze zwischen dem East Riding of Yorkshire am nördlichen Ufer sowie North Lincolnshire und North East Lincolnshire am Südufer dar. Obwohl oftmals als River Humber bezeichnet, ist der Humber kein Fluss, sondern ein besonders langgestrecktes Ästuar, da er den Gezeiten unterworfen ist und Brackwasser führt.

## Verlauf
Der Humber passiert kurz unterhalb seines Entstehungspunktes (“Trent Falls”) den Market-Weighton-Kanal, welcher von Norden auf das Ästuar trifft. Im weiteren Verlauf mündet der Ancholme River von Süden kommend in das Becken. Danach passiert er die Humber-Brücke sowie die sich gegenüberliegenden Städte Kingston upon Hull (nördlich) und Barton-upon-Humber (südlich). Der Hull mündet, nachdem er die gleichnamige Stadt durchquert hat, hier in das Ästuar. Schließlich erreicht der Humber auf Höhe von Cleethorpes sowie der Südspitze der Spurn-Nehrung die Nordsee. Häfen entlang des Humbers sind Kingston upon Hull, Grimsby, Immingham, New Holland und North Killingholme Haven.

## Geschichte
Zu Zeiten der letzten Eiszeit, als der Meeresspiegel noch weit unterhalb des heutigen Niveaus lag, war der Humber ein langer Süßwasserfluss, welcher größtenteils das noch trockene Bett der Nordsee querte. In der angelsächsischen Zeit stellte der Humber eine markante Grenze dar, indem er Northumbria von den südlicher gelegenen Königreichen trennte. Der Name Northumbria bedeutet  nördlich des Humber gelegen.
Zu Beginn des Ersten Weltkriegs 1914 begann man, zum Schutz der Flussmündung zwei starke Befestigungsanlagen, das Haile Sand Fort und das Bull Sands Fort, zu errichten; sie wurden allerdings erst gegen Kriegsende fertiggestellt. Im Zweiten Weltkrieg blieben sie zur Abschreckung erhalten und zogen regelmäßig feindliche Luftangriffe auf sich.
Heute ist der Humber die Grenze zwischen East Riding of Yorkshire im Norden und North-/North East Lincolnshire im Süden. Die drei genannten Gebiete waren zuvor zwischen 1974 und 1996 zur Grafschaft Humberside zusammengefasst. Auf der Ebene der Regionen, die für statistische Zwecke benutzt werden, gehört das ganze Gebiet längs des Humbers zur Region Yorkshire and the Humber.

## Querungen

### Straßenbrücke
Das einzige Bauwerk, das den Humber quert, ist die Humber-Brücke, bei ihrer Eröffnung 1981 die längste Hängebrücke der Welt. Sie überführt die Fernverkehrsstraße A15 mit separaten Fuß- und Radwegen.

### Durchwatung
Am 22. August 2005 wurde der Humber von Graham Boanas aus Hull in knapp vier Stunden durchwatet. Die Watstrecke auf Höhe des Dorfes Whitton, kurz unterhalb der Entstehung des Humber, ist etwa 1,6 km lang. Der Zeitplan musste exakt an den Tidenhub angepasst werden – in der Fahrrinne war der Wasserstand nur für wenige Minuten so niedrig, dass der über zwei Meter große Boanas Kopf und Schultern über Wasser behalten konnte. Die Aktion gilt als erste Humber-Durchquerung seit der Römerzeit und diente dem Fundraising für die Hilfsorganisation DEBRA.